# Pauluspoort

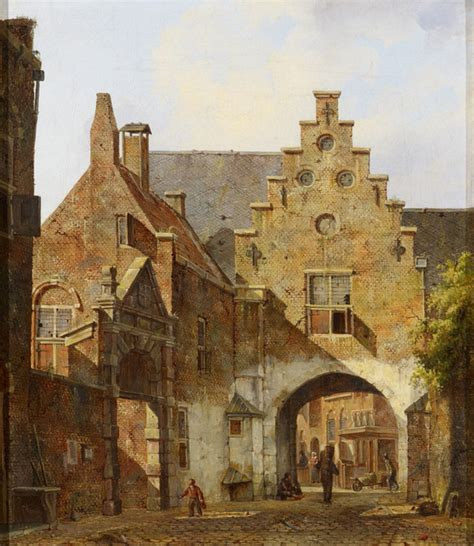
De Pauluspoort vóór 1838.

De Pauluspoort was een poort in het centrum van de Nederlandse stad Utrecht die stond op de huidige overgang van de Lange Nieuwstraat naar de Korte Nieuwstraat.
De poort is in de middeleeuwen aangebracht op de immuniteitsgrens van de Paulusabdij. Na de Reformatie is de abdij opgeheven en het op het terrein liggende Pauluspad is rond 1619 omgevormd tot de Korte Nieuwstraat. In het tweede kwart van de 19e eeuw vonden diverse veranderingen plaats in dit gebied met onder meer de grootschalige verbouwing voor een gerechtsgebouw op de hoek met de Hamburgerstraat. De Pauluspoort is daarin rond 1837 gesloopt, de contouren van de poort zijn in de bestrating weergegeven.
Een bewaard gebleven poort van het voormalige abdijterrein is de Hofpoort aan de Nieuwegracht.